# Limnephilus fuscicornis
Limnephilus fuscicornis – gatunek owada z rzędu chruścików i rodziny bagiennikowatych (Limnephilidae). Rurkowate domki larwalne zbudowane są z małych fragmentów detrytusu. Podobne domki budują larwy: Limnephilus griseus, Limnephilus coenosus, Limnephilus sparsus.
Gatunek eurosyberyjski, nie występuje w południowej Europie i Islandii. Larwy spotykane w jeziorach i zarośniętych odcinkach rzek. Podawany z całej Polski z wyjątkiem gór (Tomaszewski 1965). Limnebiont, preferuje płytki litoral zadrzewionych brzegów, larwy występują od jesieni do wiosny.
Larwy złowione w dwóch jeziorach lobeliowych Pojezierza Pomorskiego na dnie piaszczystym oraz w napływkach. Na Pojezierzu Mazurskim imagines łowiono nad jez. Śniardwy i Mikołajskim oraz nad jez. Narckim. Larwy łowione były w wielu jeziorach, czasami nawet licznie, spotykane w rdestnicach, na dnie piaszczystym, napływkach, trzcinach, na brzegu zadrzewionym.
W Finlandii pospolity w dużych i małych rzeczkach, czasami także w zatokach morskich i jeziorach. Imagines łowione nad jeziorami Łotwy, larwy w jeziorach Niemiec, także w zastoiskach rzek i wodach stojących.